# Rugby playa en los Juegos Suramericanos de Playa de 2011
La rugby playa en los Juegos Suramericanos de Playa de Manta 2011 estuvo organizado por la Organización Deportiva Suramericana (ODESUR) celebrándose en Manta, Ecuador desde el 9 al 11 de diciembre. En la rama masculina se hicieron presentes 7 selecciones y en la femenina 4.

## Torneo masculino

### Participantes
- Selección de rugby playa de Argentina
- Selección de rugby playa de Brasil
- Selección de rugby playa de Chile
- Selección de rugby playa de Ecuador
- Selección de rugby playa de Paraguay
- Selección de rugby playa de Perú
- Selección de rugby playa de Venezuela

### Posiciones
| Pos. | Equipo    | Encuentros | Encuentros | Encuentros | Encuentros | Tantos  | Tantos    | Tantos     | Puntos |
| Pos. | Equipo    | jugados    | ganados    | empatados  | perdidos   | a favor | en contra | diferencia | Puntos |
| ---- | --------- | ---------- | ---------- | ---------- | ---------- | ------- | --------- | ---------- | ------ |
| 1    | Argentina | 6          | 6          | 0          | 0          | 227     | 15        | + 212      | 24     |
| 2    | Chile     | 6          | 5          | 0          | 1          | 190     | 79        | + 111      | 20     |
| 3    | Brasil    | 6          | 4          | 0          | 2          | 132     | 135       | - 3        | 16     |
| 4    | Perú      | 6          | 3          | 0          | 3          | 105     | 94        | + 11       | 12     |
| 5    | Paraguay  | 6          | 2          | 0          | 4          | 110     | 110       | 0          | 8      |
| 6    | Venezuela | 6          | 1          | 0          | 5          | 95      | 185       | - 90       | 4      |
| 7    | Ecuador   | 6          | 0          | 0          | 6          | 49      | 270       | - 221      | 0      |

### Resultados[1]

#### 1ª jornada
| 9 de diciembre | Paraguay | 10 - 20 | Perú |  |  |

| 9 de diciembre | Brasil | 20 - 30 | Chile |  |  |

| 9 de diciembre | Ecuador | 10 - 35 | Venezuela |  |  |

| 9 de diciembre | Argentina | 30 - 0 | Perú |  |  |

| 9 de diciembre | Paraguay | 20 - 35 | Brasil |  |  |

| 9 de diciembre | Chile | 60 - 17 | Ecuador |  |  |

| 9 de diciembre | Venezuela | 15 - 30 | Perú |  |  |

| 9 de diciembre | Paraguay | 50 - 5 | Venezuela |  |  |

| 9 de diciembre | Argentina | 55 - 0 | Brasil |  |  |

| 9 de diciembre | Venezuela | 5 - 40 | Chile |  |  |

#### 2ª jornada
| 10 de diciembre | Argentina | 30 - 0 | Paraguay |  |  |

| 10 de diciembre | Brasil | 30 - 15 | Venezuela |  |  |

| 10 de diciembre | Ecuador | 7 - 40 | Perú |  |  |

| 10 de diciembre | Chile | 5 - 17 | Argentina |  |  |

| 10 de diciembre | Paraguay | 30 - 20 | Venezuela |  |  |

| 10 de diciembre | Brasil | 35 - 5 | Ecuador |  |  |

| 10 de diciembre | Perú | 5 - 20 | Chile |  |  |

| 10 de diciembre | Argentina | 50 - 5 | Ecuador |  |  |

| 10 de diciembre | Paraguay | 15 - 35 | Chile |  |  |

| 10 de diciembre | Venezuela | 5 - 45 | Argentina |  |  |

| 10 de diciembre | Perú | 10 - 12 | Brasil |  |  |

## Segunda fase
|  | Semifinales             | Semifinales             |   |      | Final                   | Final                   |  |
|  | 11 de diciembre de 2011 | 11 de diciembre de 2011 |   |      | 11 de diciembre de 2011 | 11 de diciembre de 2011 |  |
|  |                         |                         |   |      |                         |                         |  |
|  |                         |                         |   |      |                         |                         |  |
|  | Argentina               | 40                      |   |      |                         |                         |  |
|  | Perú                    | 15                      |   |      |                         |                         |  |
|  |                         |                         |   |      |                         |                         |  |
|  |                         |                         |   |      |                         |                         |  |
|  |                         |                         |   |      | Argentina               | 27                      |  |
|  |                         | Chile                   | 5 |      |                         |                         |  |
|  |                         |                         |   |      |                         |                         |  |
|  |                         |                         |   |      |                         |                         |  |
|  |                         |                         |   |      | Tercer lugar            |                         |  |
|  |                         |                         |   |      |                         |                         |  |
|  | Brasil                  | 0                       |   | Perú | 35                      |                         |  |
|  | Chile                   | 20                      |   |      | Brasil                  | 20                      |  |

### Posiciones finales
| Posición | Selección |
| -------- | --------- |
|          | Argentina |
|          | Chile     |
|          | Perú      |
| 4        | Brasil    |
| 5        | Paraguay  |
| 6        | Venezuela |
| 7        | Ecuador   |

## Torneo femenino

### Participantes
- Selección femenina de rugby playa de Argentina
- Selección femenina de rugby playa de Brasil
- Selección femenina de rugby playa de Uruguay
- Selección femenina de rugby playa de Venezuela

### Posiciones
| Pos. | Equipo    | Encuentros | Encuentros | Encuentros | Encuentros | Tantos  | Tantos    | Tantos     | Puntos |
| Pos. | Equipo    | jugados    | ganados    | empatados  | perdidos   | a favor | en contra | diferencia | Puntos |
| ---- | --------- | ---------- | ---------- | ---------- | ---------- | ------- | --------- | ---------- | ------ |
| 1    | Uruguay   | 3          | 3          | 0          | 0          | 65      | 30        | + 35       | 12     |
| 2    | Brasil    | 3          | 2          | 0          | 1          | 50      | 30        | + 20       | 8      |
| 3    | Argentina | 3          | 1          | 0          | 2          | 52      | 55        | - 3        | 4      |
| 4    | Venezuela | 3          | 0          | 0          | 3          | 20      | 72        | - 52       | 0      |

### Resultados

#### 1ª jornada
| 9 de diciembre | Argentina | 10 - 25 | Brasil |  |  |

| 9 de diciembre | Venezuela | 5 - 15 | Brasil |  |  |

| 9 de diciembre | Venezuela | 5 - 30 | Uruguay |  |  |

#### 2ª jornada
| 10 de diciembre | Uruguay | 15 - 10 | Brasil |  |  |

| 10 de diciembre | Uruguay | 20 - 15 | Argentina |  |  |

| 10 de diciembre | Argentina | 27 - 10 | Venezuela |  |  |

## Segunda fase
|  | Semifinales             | Semifinales             |    |           | Final                   | Final                   |  |
|  | 11 de diciembre de 2011 | 11 de diciembre de 2011 |    |           | 11 de diciembre de 2011 | 11 de diciembre de 2011 |  |
|  |                         |                         |    |           |                         |                         |  |
|  |                         |                         |    |           |                         |                         |  |
|  | Uruguay                 | 25                      |    |           |                         |                         |  |
|  | Venezuela               | 10                      |    |           |                         |                         |  |
|  |                         |                         |    |           |                         |                         |  |
|  |                         |                         |    |           |                         |                         |  |
|  |                         |                         |    |           | Uruguay                 | 5                       |  |
|  |                         | Brasil                  | 10 |           |                         |                         |  |
|  |                         |                         |    |           |                         |                         |  |
|  |                         |                         |    |           |                         |                         |  |
|  |                         |                         |    |           | Tercer lugar            |                         |  |
|  |                         |                         |    |           |                         |                         |  |
|  | Argentina               | 10                      |    | Venezuela | 15                      |                         |  |
|  | Brasil                  | 15                      |    |           | Argentina               | 40                      |  |

### Posiciones finales
| Posición | Selección |
| -------- | --------- |
|          | Brasil    |
|          | Uruguay   |
|          | Argentina |
| 4        | Venezuela |